# Snigskytteriffel
 Denne artikel bør gennemlæses af en person med fagkendskab for at sikre den faglige korrekthed.

En snigskytteriffel (en: sniper rifle) er en riffel, der bruges af snigskytter og finskytter.
Denne type riffel benytter sig ofte af en høj kaliber som f.eks. en .50, .416 eller .308.
Mange rifler benytter sig også af  7.62 x 51 mm NATO som er den samme type ammunition der benyttes i f.eks. en M/75, bedre kendt som H&K G3
Mens idéen med et langt løb og en lille kaliber er præcision, kan idéen med en høj kaliber være at penetrere panser.